# Ондирис (Астраханский район)
Ондири́с (каз. Өндipiс) — село в Астраханском районе Акмолинской области Казахстана. Входит в состав Новочеркасского сельского округа. Код КАТО — 113650400.

## География
Село расположено на правом берегу реки Ишим, в юго-восточной части района, на расстоянии примерно 22 километров (по прямой) к юго-востоку от административного центра района — села Астраханка, в 9 километрах к юго-востоку от административного центра сельского округа — села Новочеркасское.
Абсолютная высота — 308 метров над уровнем моря.
Ближайшие населённые пункты: село Новочеркасское — на северо-востоке, село Петровка — на востоке.
Близ села проходит автомобильная дорога республиканского значения — М-36 «Граница РФ (на Екатеринбург) — Алматы, через Костанай, Астана, Караганда».

## Население
В 1989 году население села составляло 607 человек (из них казахи — основное население).
В 1999 году население села составляло 561 человек (282 мужчины и 279 женщин). По данным переписи 2009 года, в селе проживали 464 человека (251 мужчина и 213 женщин).
| Численность населения | Численность населения | Численность населения |
| 1989                  | 1999                  | 2009                  |
| --------------------- | --------------------- | --------------------- |
| 607                   | ↘561                  | ↘464                  |

## Улицы
- ул. Кабрдахмана Адильбаева[5]